# ديوزو زابو
ديوزو زابو (بالمجرية: Szabó Győző)‏ هو مصمم جرافيك ومغني وممثل مجري، ولد في 7 يوليو 1970 في المجر.

## وصلات خارجية
- ديوزو سابو على موقع IMDb (الإنجليزية)
- ديوزو سابو على موقع قاعدة بيانات الفيلم (الإنجليزية)